# Kōshirō
Kōshirō, Koshiro oder auch Koushirou geschrieben sind männliche japanische Vornamen. Das japanische Namenswörterbuch ENAMDICT kennt mindestens 140 verschiedene Schreibweisen für Kōshirō und 11 verschiedene für Koshirō. Beide können alternativ auch als Koshiro transkribiert werden. Die Bedeutungen können je nach Kanji-Schriftzeichen anders sein.

## Namensträger
- Kōshirō Onchi (恩地孝四郎; 1891–1955), japanischer Grafiker und Fotograf
- Koshiro Shimada (島田 高志郎; * 2001), japanischer Eiskunstläufer
- Kōshirō Take (武幸四郎; * 1978),  japanischer Jockey
- Kōshirō Yamamuro (山室公志郎; * 1987), japanischer Baseballspieler
- Yūzō Koshiro (* 1967), japanischer Videospielkomponist